# Otídids

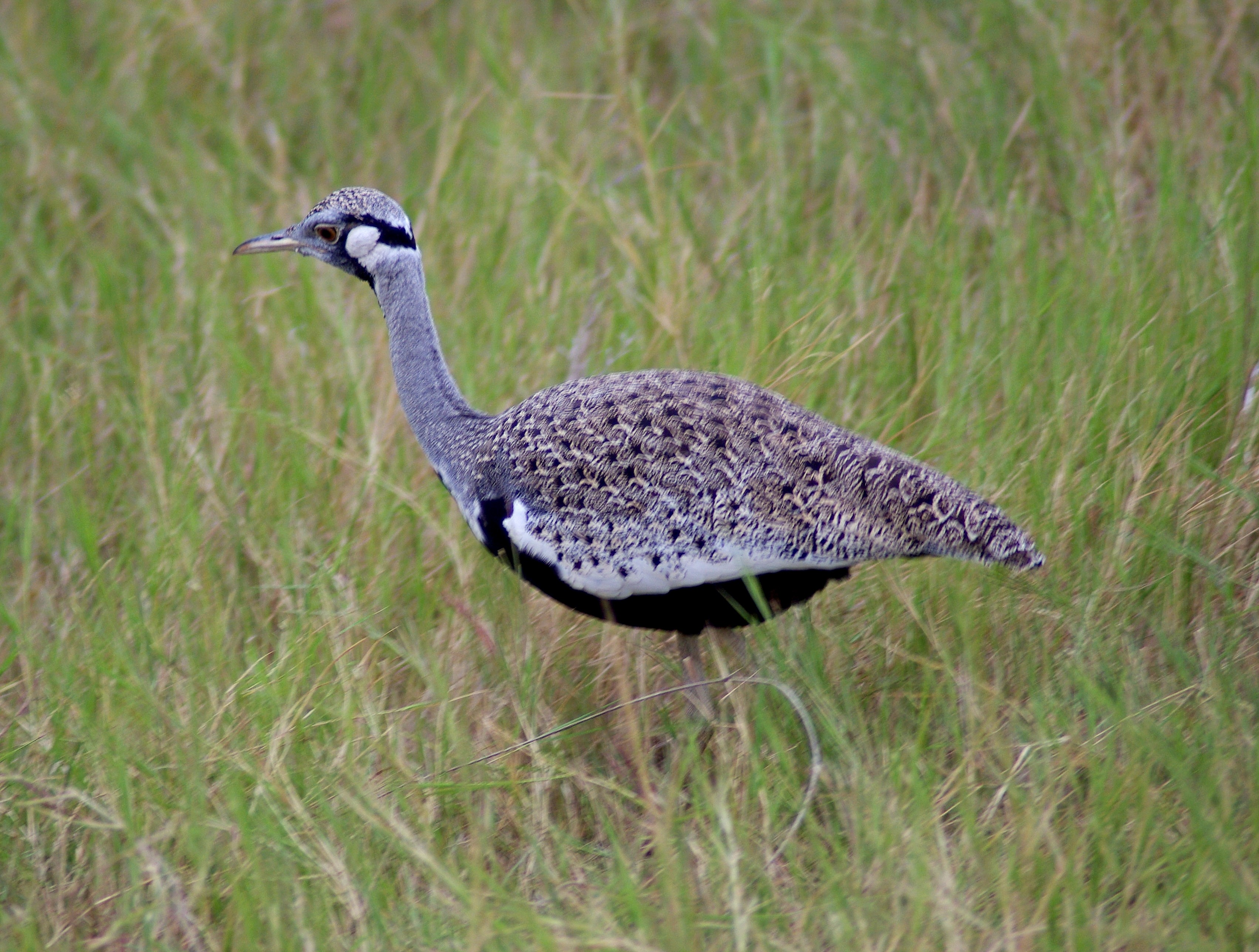
Mascle de Lissotis hartlaubii fotografiat a Kenya.

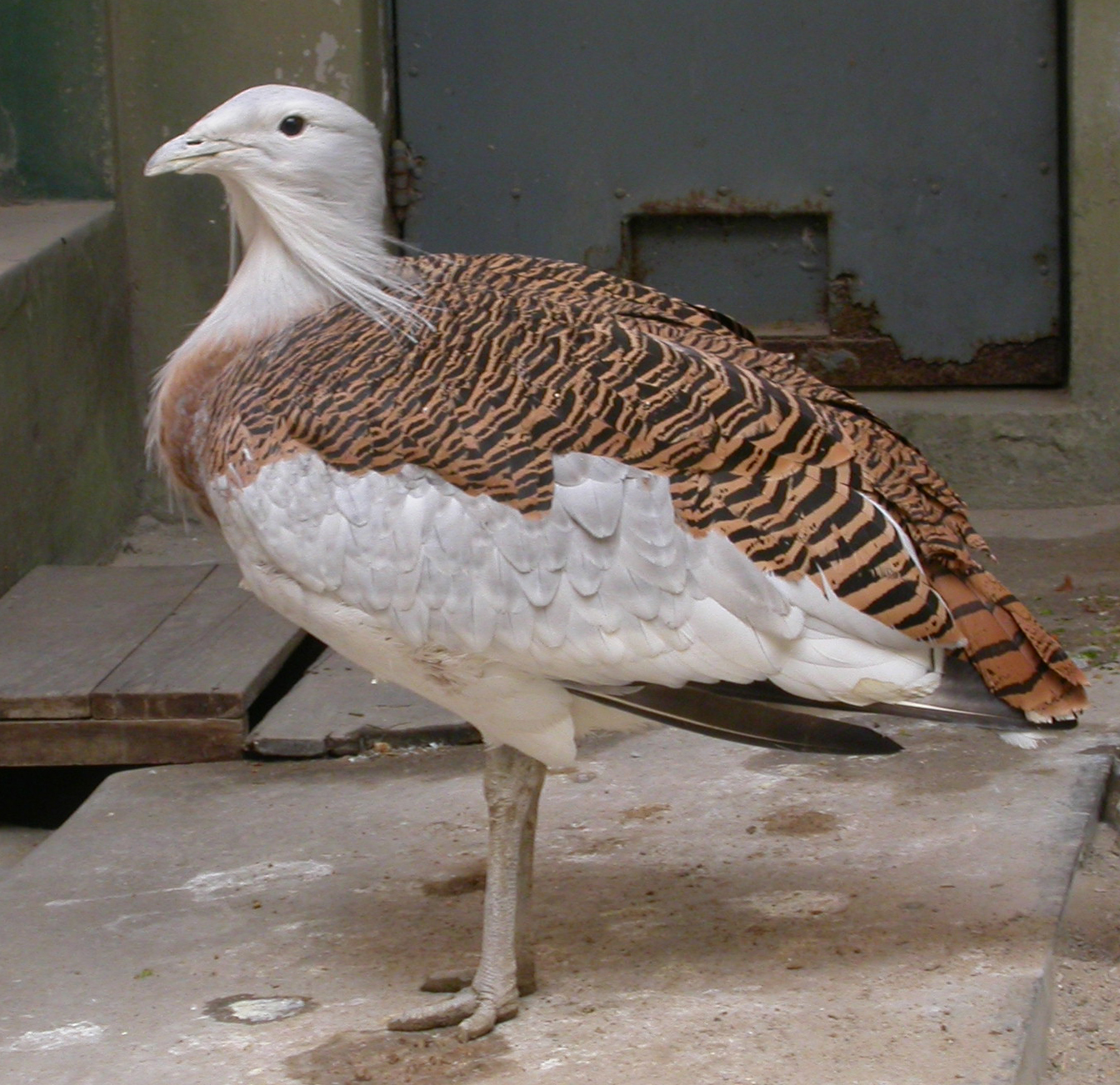
Pioc salvatge (Otis tarda) fotografiat al Zoològic de Pequín Xina.

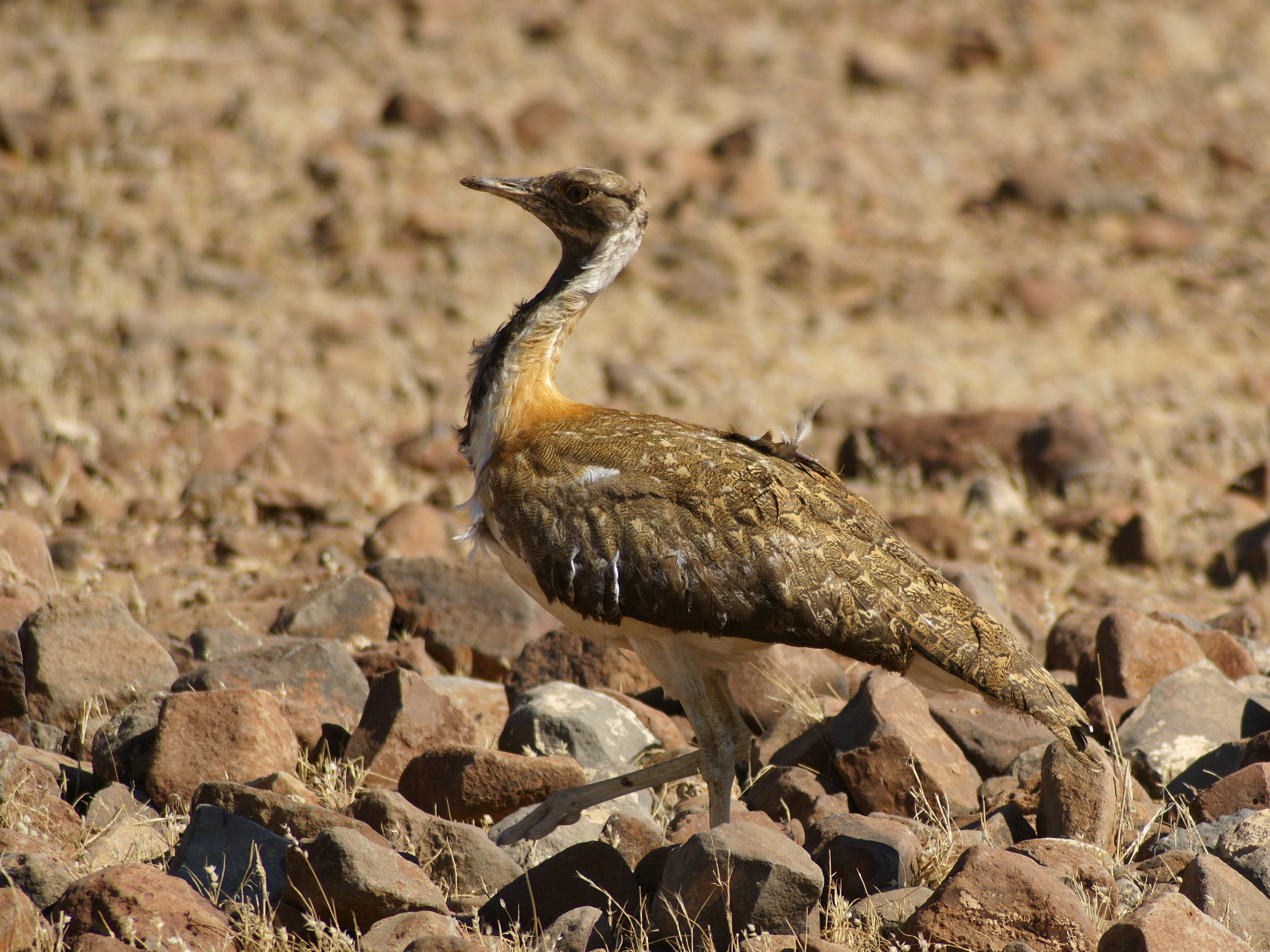
Pioc salvatge de Ludwig (Neotis ludwigii) fotografiat a Namíbia.

Els otídids (Otididae) són una família d'ocells de l'ordre dels otidiformes, que durant molt temps s'han inclòs dins de l'ordre dels gruïformes. (Hackett i col. 2008).

## Morfologia
- Fan entre 35 i 135 cm de llargària.
- Tenen el bec curt i lleugerament rom a la punta.
- Els tarsos són alts i forts.
- Els peus tenen tres dits dirigits endavant, units en la base per una curta membrana i amb les ungles aplanades en l'extrem.
- Els manca la glàndula uropigial.
- Presenten un lleuger dimorfisme sexual.

## Alimentació
Mengen fulles, llavors, tubercles, insectes i petits vertebrats.

## Hàbitat
Viuen en zones descobertes i àrides.

## Distribució geogràfica
Són autòctons d'Àfrica, Euràsia i Austràlia.

## Costums
Són nidífugs i gregaris.

## Classificació taxonòmica
Aquesta família està formada per 12 gèneres amb 26 espècies:
- Gènere Afrotis, amb dues espècies.
- Gènere Ardeotis, amb 4 espècies.
- Gènere Chlamydotis, amb dues espècies.
- Gènere Eupodotis, amb dues espècies.
- Gènere Heterotetrax, amb tres espècies.
- Gènere Houbaropsis, amb una espècie: sisó de Bengala (H. bengalensis).
- Gènere Lissotis, amb dues espècies.
- Gènere Lophotis, amb tres espècies.
- Gènere Neotis, amb 4 espècies.
- Gènere Otis, amb una espècie: pioc salvatge (O. tarda).
- Gènere Sypheotides, amb una espècie: sisó emplomallat (S. indicus).
- Gènere Tetrax, amb una espècie: sisó comú (T. tetrax).